# 8,8 cm Raketenwerfer 43
Il 8,8 cm Raketenwerfer 43 (in tedesco "Lanciarazzi modello 43"), soprannominato Püppchen ("bambola"), era un lanciarazzi anticarro tedesco impiegato dalla Wehrmacht durante la seconda guerra mondiale.

## Storia
L'arma era progettata per fornire alla fanteria una capacità di lotta anticarro. Il pezzo, incavalcato su un piccolo affusto ruotato, sparava una granata a razzo autopropulsa, stabilizzata da alette. La parte esplosiva era costituita da una carica cava, simile a quella del Panzerschreck. Circa 3.000 esemplari furono completati tra il 1943 ed il 1945. Numeri quindi molto minori rispetto a quelli del Panzerschreck e del Panzerfaust; questo perché un semplice tubo con sistema di innesco, sufficiente a lanciare un razzo da 88 mm, era molto più semplice da produrre e gestire rispetto ad un elaborato pezzo di artiglieria in miniatura come il Raketenwerfer 43. Tuttavia, l'affusto ed i sistema di puntamento più avanzato rendevano l'arma notevolmente più precisa del Panzeschreck, oltre a consentire una gittata più che doppia.